# Alparslan Erdem
Alparslan Erdem (sinh ngày 11 tháng 12 năm 1988) là một cầu thủ bóng đá Thổ Nhĩ Kỳ thi đấu ở vị trí hậu vệ trái cho İstanbul Başakşehir.

## Sự nghiệp
Trước đây anh từng thi đấu cho Galatasaray và Werder Bremen II.
Ngày 18 tháng 1 năm 2010, Alparslan Erdem ký bản hợp đồng 2,5 năm với câu lạc bộ Thổ Nhĩ Kỳ Gençlerbirliği.

## Danh hiệu
- Galatasaray
  - Siêu cúp bóng đá Thổ Nhĩ Kỳ: 1 (2008)